# غريس بومان
غريس بومان (بالإنجليزية: Grace Bowman)‏ هي فارسة ‏ أسترالية، ولدت في 16 يوليو 1990.

## روابط خارجية
- غريس بومان على موقع Paralympic.org (الإنجليزية)